# Dūmūlī
Dūmūlī (persiska: دومولو, دُمولی, دومولی, Dūmūlū) är en ort i Iran.   Den ligger i provinsen Ardabil, i den nordvästra delen av landet, 500 km nordväst om huvudstaden Teheran. Dūmūlī ligger 975 meter över havet och antalet invånare är 187.
Terrängen runt Dūmūlī är huvudsakligen kuperad, men åt sydväst är den bergig. Runt Dūmūlī är det ganska tätbefolkat, med 58 invånare per kvadratkilometer. Närmaste större samhälle är Havāy, 14,6 km väster om Dūmūlī. Trakten runt Dūmūlī består i huvudsak av gräsmarker.